# Michalin (Janówek)
Michalin – część wsi Janówek położona w Polsce,  w województwie mazowieckim, w powiecie garwolińskim, w gminie Żelechów. 
W latach 1975–1998 Michalin administracyjnie należał do województwa siedleckiego.